# Colonia Veinte de Noviembre, Juan Rodríguez Clara
Colonia Veinte de Noviembre är en ort i Mexiko.   Den ligger i kommunen Juan Rodríguez Clara och delstaten Veracruz, i den sydöstra delen av landet, 400 km öster om huvudstaden Mexico City. Colonia Veinte de Noviembre ligger 166 meter över havet och antalet invånare är 295.
Terrängen runt Colonia Veinte de Noviembre är platt. Runt Colonia Veinte de Noviembre är det ganska glesbefolkat, med 27 invånare per kvadratkilometer. Närmaste större samhälle är Juan Rodríguez Clara, 17,9 km norr om Colonia Veinte de Noviembre. Omgivningarna runt Colonia Veinte de Noviembre är en mosaik av jordbruksmark och naturlig växtlighet.